# FredagsTamTam
FredagsTamTam er et dansk tv-program for børn, som blev sendt for første gang på DR1 i 2023. Programmet overtog for det tidligere Disney Sjov (1991-2022), som en satsning fra DR's ledelse om at satse mere på danskproduceret indhold og animation fra andre lande og producenter end USA og Disney-koncernen.

## Indhold
- Mesterlige Monsterbørn
- Den ustoppelige gule Yeti
- Karlas fantalastiske klasse
- Den Tapre Prins Ivandoes Heroiske Færd
- Femlingerne
- Høj
- Fluernes Herman
- Tom og Jerry

## Udvikling
FredagsTamTam-konceptet, inklusiv designet af karakteren TamTam, blev udviklet af Philip Lipski og Thorbjørn Christoffersen. De blev i september 2022 opsøgt af DR, der, i forbindelse med nye planer for børneområdet i DR, ønskede at afvikle det daværende fredagsprogram for børn, Disney Sjov. DRs direktør for Kultur, Børn og Unge, Henrik Bo Nielsen, begrundede dette skifte med at DR ønskede at satse mere på danskproduceret indhold, og animation fra andre lande og producenter end blot USA og Walt Disney-koncernen. Nielson annoncerede ved et pressemøde i DR at Disney Sjov ville blive sendt året ud i 2022, hvorefter det nye koncept FredagsTamTam ville overtage fra 2023.
Første program af FredagsTamTam blev sendt den 6. januar 2023 kl. 19 på DR1.